# Leandro Álvarez Torrijos
Leandro Álvarez de Torrijos (Minglanilla, 1822-Madrid, 1894) fue un jurista y político español, alcalde-corregidor de La Habana y presidente de varias audiencias de la isla de Cuba.

## Biografía
Nació en la villa conquense de Minglanilla el 29 de junio de 1822. Su padre,  Rafael Lazaro Torrijos (alcalde de Gascas), era natural de Villar de Domingo García y su madre, Lorenza Alvarez Navarro, era natural de Gascas. A causa de la profesión de su padre, administrador de las salinas reales de Minglanilla y de Torrevieja, pasó sus primeros años en el desaparecido pueblo de Gascas en compañía de su madre y de su hermano Rafael. Estuvo casado con Antonia Pujalte y Alvesa, natural de Monforte, de la que enviudó en 1870. Jurista, desempeñaba el cargo de alcalde-corregidor de La Habana hacia 1878 y fue además presidente de varias audiencias de la isla de Cuba. Falleció en Madrid hacia finales de octubre de 1894, el día 26. Su cadáver fue trasladado a un panteón familiar en Gascas, donde su hijo Rafael vivía con su prima y esposa Alejandra. 
La familia de su abuelo materno, Vicente Álvarez Martínez (casado con María Ana Navarro), pertenece a los hidalgos de Almodóvar del Pinar. José Ángel Álvarez Navarro también pertenece a esta familia Álvarez, así como su hermano Antonio Julián Álvarez Navarro, regente de la real audiencia de Puerto Príncipe (Camagüey en Cuba) 1827-1835 y Leandro Álvarez y Navarro, Prestíbero, Capellán de Honor de Su Majestad.

## Carrera administrativa
Estudió Leyes en la Universidad Central de Madrid. Su primer empleo fue de oficial de 3ª en el Gobierno Político de Segovia, estuvo en el cargo desde el 2 de abril de 1844 hasta el 30 de agosto de 1845 en que se dispuso a trasladarse a su nuevo destino. Según los diarios El Católico y La Esperanza, el 23 de septiembre de 1845 se le propuso para la Promotoría Fiscal de Hellín de primer destino, donde solo estuvo unos meses pues, según la Guía de forasteros de Madrid de 1846, en dicho año ya no era fiscal de Hellín. A su regreso a Madrid ejerció la carrera judicial como funcionario del ministerio de Justicia hasta que pasó a pertenecer al ministerio de Ultramar en 1854.
Su carrera judicial, que tuvo sus inicios en España, se desarrolló en la isla de Cuba bajo administración española. Allí llegará a las más altas instancias de la judicatura en la isla.
En 1854 pasó a ser funcionario del ministerio de Ultramar con destino en la isla de Cuba. Se le destinó, como alcalde mayor de Santiago de Cuba (7-2-1854), puesto que desempeñó hasta el año 1862, según indican las correspondientes Guías de Forasteros de Madrid. Allí nacerían sus hijos Leandro en 1859 y Rafael en 1861. El 9 de octubre de 1862 ascendió de categoría y fue trasladado a La Habana, donde desempeñó el puesto de alcalde mayor de término del distrito de San Cristóbal hasta 1866. Allí nacería su hija María en 1865 y su hijo Antonio, el más pequeño de sus hijos, en 1868. La Gaceta de La Habana (19-2-1866) testimonia que en esa fecha sigue siendo alcalde mayor de San Cristóbal.
El 22 de junio de 1866 tomó posesión de la plaza de magistrado de la Audiencia de La Habana en la sala 3ª. Por motivos de salud se tomó unos meses de licencia antes de tomar posesión. Según el diario barcelonés El Principado (8-9-1867), en septiembre ya estaba de regreso. Dice al respecto: “Entre los ciento dos pasajeros que había llevado a La Habana el vapor correo, se cuentan el señor don Leandro Álvarez Torrijos, nombrado por S.M. magistrado de la Real Audiencia, y a quien acompaña su familia”. Por una resolución del ministerio de Ulterior (Gaceta de Madrid 24-4-1868) es confirmado en el cargo. La Guía de forasteros de Madrid (1868: 818) también indica que en 1868 desempeñaba el cargo de oidor en la sala 3ª de La Habana. El Gobierno Provisional lo declaró cesante el 7 de agosto de 1869. El 26 de enero de 1870 de nuevo fue nombrado magistrado de la Audiencia de La Habana, cargo del que tomó posesión el 30 de mayo de 1870. El gran ascenso y culminación de su carrera judicial se produjo cuando el 11 de febrero de 1871 fue nombrado presidente de la sala 1ª de la Audiencia Pretorial de La Habana, plaza de la que tomó posesión el 30 de febrero del mismo año (Gaceta de Madrid, 1884: 215). El diario La Integridad Nacional, con fecha el 4 de marzo de 1871, daba la noticia de que se le nombraba presidente de la Sala de la Audiencia de La Habana, puesto que desempeñó durante seis años, hasta que cesó el 16 de noviembre de 1876.
Emilio Bacardí y Moureau, en el tomo V de su libro Crónicas de Santiago de Cuba (1923: 304), también indica que el 4 de diciembre de 1872 es magistrado de la Audiencia de La Habana: “A bordo del vapor Manzanillo, entrado en puerto el día 4, llega don Leandro Álvarez Torrijos magistrado de la Audiencia de La Habana”. En el desempeño de este puesto estuvo hasta el 16 de noviembre de 1876.
Un mes después, el 13 de diciembre de 1876 se le nombró alcalde corregidor interino en el Ayuntamiento de La Habana, lo siguió siendo al año siguiente, tal como refleja la Guía de forasteros de la siempre fiel isla de Cuba (1877: 80), para posteriormente pasar a ser alcalde corregidor de la capital cubana, cargo que desempeñó entre el 12 de diciembre de 1877 y el 1 de enero de 1879 en que cesó por reforma de la Ley. En 1877 también fue presidente delegado de la Junta Local de Beneficencia y Caridad de La Habana (Guía de forasteros de la fiel isla de Cuba, 1877: 278).
Con posterioridad a 1879 la Guía Oficial de España, que sucedería a la extinta Guía de forasteros de Madrid, ya no ofrece datos de su estancia en Cuba y tampoco los ofrece la Guía de forasteros de la siempre fiel isla de Cuba por lo que suponemos que debió regresar a Madrid. En 1882 todavía debía permanecer en la isla de Cuba, pues su hijo Leandro Álvarez Torrijos y Pujalte, que comenzó sus estudios en la Universidad Central de Madrid, terminó la carrera de Derecho en La Habana en junio de dicho año y suponemos que estaría en casa de su padre, pues se hallaba enfermo. Se jubiló el 14 de junio de 1882, aunque no sabemos si lo hizo en Cuba o en España porque los datos disponibles no lo precisan. Su hoja de servicios, conservada en el ministerio de Hacienda y ahora en el AGA, indica que tenía cumplidos 33 años, 6 meses y 8 días de servicios a la Administración.

## Condecoraciones
El 15 de marzo de 1863 el capitán general de la isla de Cuba, en atención a los servicios prestados como presidente delegado de la Comisión Local de Instrucción Primaria en Santiago de Cuba, le propuso para que se le concediese la Cruz de Caballeros de la Real Orden americana de Isabel la Católica. El ministro de Estado y Ultramar dio curso a la propuesta, el 24 de marzo del mismo año, y por decreto del 6 de mayo de 1863 de la reina gobernadora, María Cristina de Borbón, se le concedió la cruz de comendador de la Real Orden tanto a él como a Celestino Salado, que fue secretario de la mencionada comisión. Lo curioso del caso es que el 20 de octubre de 1878 se volvió a solicitar la misma condecoración y en la solicitud se indicaba que ya llevaba veinticuatro años de servicios a la Administración en la isla de Cuba.  También en esta ocasión se le concedería con fecha de 20 de enero de 1878 (Gaceta de Madrid 5-3-1879), pero ahora la Gran Cruz.

## Relaciones e influencias atribuidas
Se ha dicho en varios libros -José Manuel Arnaiz (1981:12) y Ángel Rodríguez (1980: 2009)- que durante sus primeros años en Madrid fue protector del pintor Eugenio Lucas Velázquez, un pintor que tiene ciertas similitudes con Goya, al cual imitaba. Se dice que D. Leandro, que era decano del Real Cuerpo de Capellanes de Honor y administrador del Real Colegio Nuestra Señora de Loreto de Madrid, influyó para que en febrero de 1847 el pintor conociera al rey consorte Francisco de Asís. Este le realizó varios encargos en 1849 y le nombró pintor honorario de cámara. Eugenio había pintado en 1848 el retrato de su benefactor, Leandro Álvarez, retrato que perteneció a la condesa de Quintería (su sobrina Enriqueta Carrasco y Lázaro de Torrijos), pero que hoy se considera perdido, aunque tenemos su fotografía. A este respecto hay que precisar que el Leandro Álvarez que realizó esa influencia era un cura, de segundo apellido Navarro, natural de Gascas, muy bien relacionado en la Corte, y no nuestro personaje, que en 1848 sólo contaba con 26 años y hacía tan solo tres que había entrado en la carrera judicial. Este sacerdote retratado D. Leandro Álvarez Navarro era tío abuelo materno de D. Leandro Álvarez Torrijos.
Durante una estancia bastante posterior en Madrid, con motivo de un permiso por salud, en 1871 se relacionó con el revolucionario y héroe cubano José Martí, conocido como “el apóstol de la independencia de Cuba”, cuando este solo tenía dieciocho años. Según la biografía Martí, el apóstol (1998: 48), este personaje dio clases en casa de doña Barbarita, la viuda criolla del general Ravente. Dados los buenos resultados de las clases particulares, esta le hizo comentarios positivos a don Leandro, quien lo contrató para que también le diera clases a sus hijos en su casa. Dice la biografía del personaje al respecto:
"Tales elogios llegan a oídos de D. Leandro Álvarez Torrijos, que también le confía la ilustración de su prole al cubano imberbe. Y así puede vivir. Mal, por supuesto, pero a cubierto de las exigencias de la patrona".

## Matrimonios
Se casó (Madrid, 5-3-1853) con Antonia Pujalte y Alvesa, natural de Monforte del Cid (Alicante), que falleció en Madrid (1-10-1870), distrito de Buenavista), con la cual tuvo cuatro hijos: Leandro (*20-8-1859), que estudió Derecho como su padre; Rafael (*30-6-1861), que se avecindó en Gascas; María (22-5-1865), soltera cuando falleció su padre pero que posteriormente se casó en Madrid y al fallecer su marido reclamó con éxito la pensión del padre; y Antonio (11-8-1868), que fue periodista. Otra hija fue María de la Estrella. 
Una vez fallecida su esposa, contrajo segundas nupcias (Madrid, 18-3-1880) con Irene Tejada y Girón, natural de Santiago de Cuba, con la cual no tuvo hijos. 
Además de los hijos habidos en su primer matrimonio, tuvo un hijo natural, llamado Enrique, con una mujer desconocida, no conocemos ni el lugar ni la fecha de nacimiento de este hijo entre otras razones porque renunció a la herencia de su padre.